# Postulant

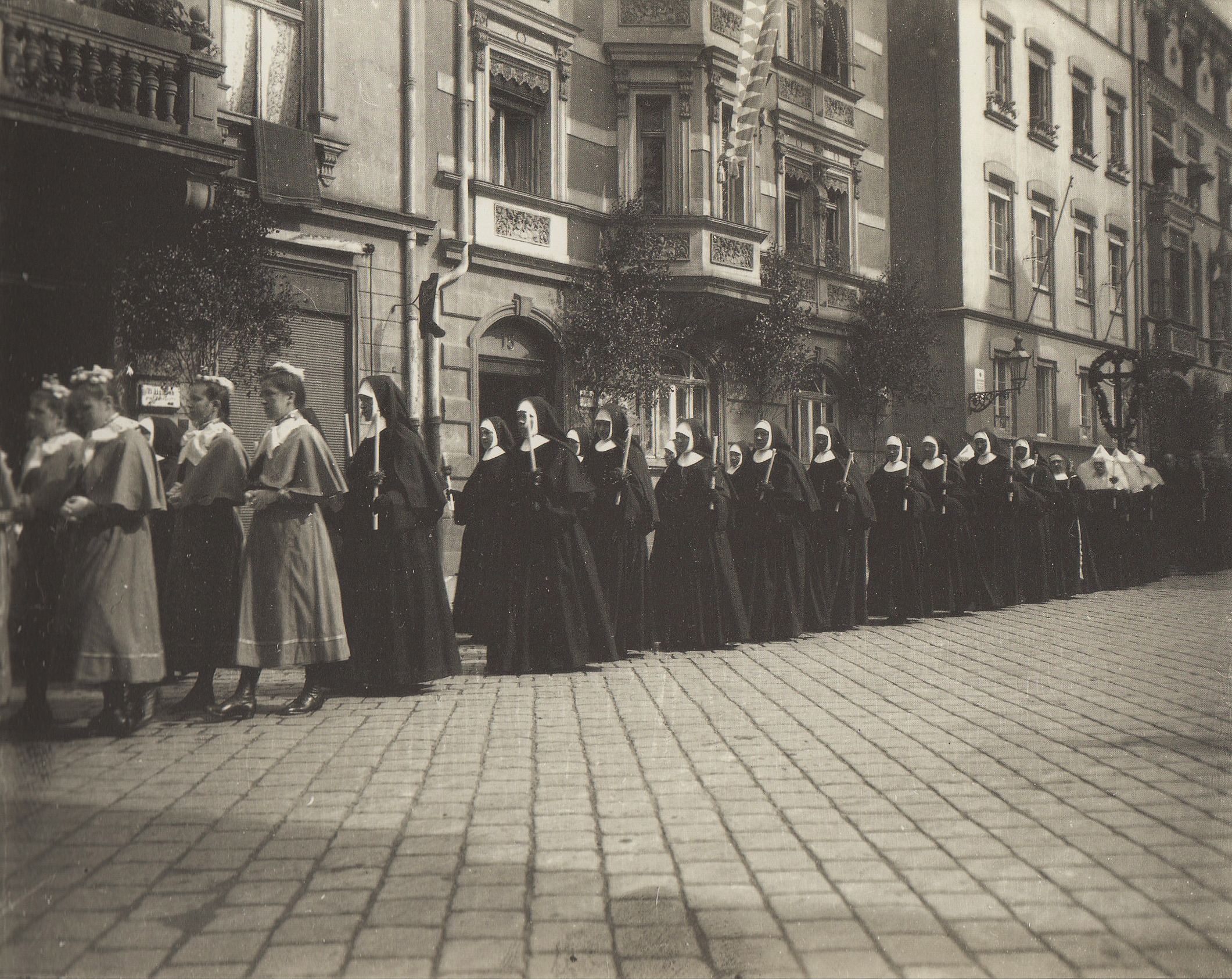
La procession catholique de la Fête-Dieu à Munich en 1915 : les postulantes marchent devant les religieuses professes.

Un postulant (du verbe latin postulare, « demander ») est au sens strict une personne qui fait une demande, mais ce mot ne s'emploie que dans le contexte du christianisme. Les postulants sont ceux qui souhaitent entrer dans un monastère ou un ordre religieux, pendant une période qui précède leur admission au noviciat.
Le terme est couramment utilisé dans l'Église catholique, l'Église luthérienne et la Communion anglicane (dont l'Église épiscopalienne) pour désigner la première étape formelle avant l'ordination diaconale ou sacerdotale.

## Présentation
Le postulat, qui peut durer de quelques mois à deux ans dans l'Église catholique, est suivi du noviciat, à la demande du postulant ; à ce moment se situe généralement l'autorisation formelle de la prise d'habit. Les postulants sont parfois nommés « candidats » .